# كريستين نوري
كريستين نوري (بالإنجليزية: Christine Norrie)‏ هي فنانة قصص مصورة أمريكية، ولدت في 7 يناير 1974 في ألمانيا.